# 布羅瓦雷
布罗瓦雷（烏克蘭語：Бровари，羅馬化：Brovary，發音：[broʋɐˈrɪ] ⓘ，又译为布罗瓦里）是乌克兰基辅州布羅瓦雷區布罗瓦雷市镇内的城市，为该区及该市镇的行政中心（乌克兰行政区划改革前为该州的州辖市及该区的行政中心，但该市并不在该区的管辖范围内）。該市位於首都基輔東边12公里处，面積34平方公里，海拔高度138米，2022年人口数量为109,806人。

## 历史
1999年，可口可乐公司在该市开办了乌克兰最大的一家饮料生产厂，而该工厂同时也是欧洲最大的饮料生产厂之一。
2023年1月18日，一架直升机坠毁在该市的幼儿园附近，导致包括烏克蘭內政部部长傑尼斯·莫納斯特爾斯基在内的18人死亡，死者还包括3名儿童。另外，坠机还导致15名儿童在内的29人受伤。事后，乌克兰总统泽连斯基指示烏克蘭國家安全局、国家警察局及其他执法机构进行合作，调查当天早些时候发生的直升机坠机事件。随后，乌内阁任命国家警察局局长伊戈尔·克利缅科兼任内务部副部长并代行内务部长职务。

## 友好城市
- 法國 丰特奈苏布瓦[11]（1986年6月27日）
- 中国 衡阳市（1995年9月14日）
- 美国 罗克福德（1996年2月26日）
- 爱沙尼亚 錫拉邁埃（2003年9月20日）
- 波蘭 克拉希尼克縣（2005年9月17日）
- 波蘭 格涅茲諾縣（2009年6月12日）
- 墨西哥 托納拉（2010年8月10日）
- 中国 湛江市（2013年10月11日）
- 義大利 圣马里内拉（2015年7月7日）
- 波蘭 大波蘭地區格羅濟斯克縣（2017年6月1日）
- 美国 塔科马（2017年8月14日）
- 扎達爾（2018年9月18日）
- 德国 埃朗根（2023年4月4日）
- 德国 耶拿（2023年4月4日）

## 图集

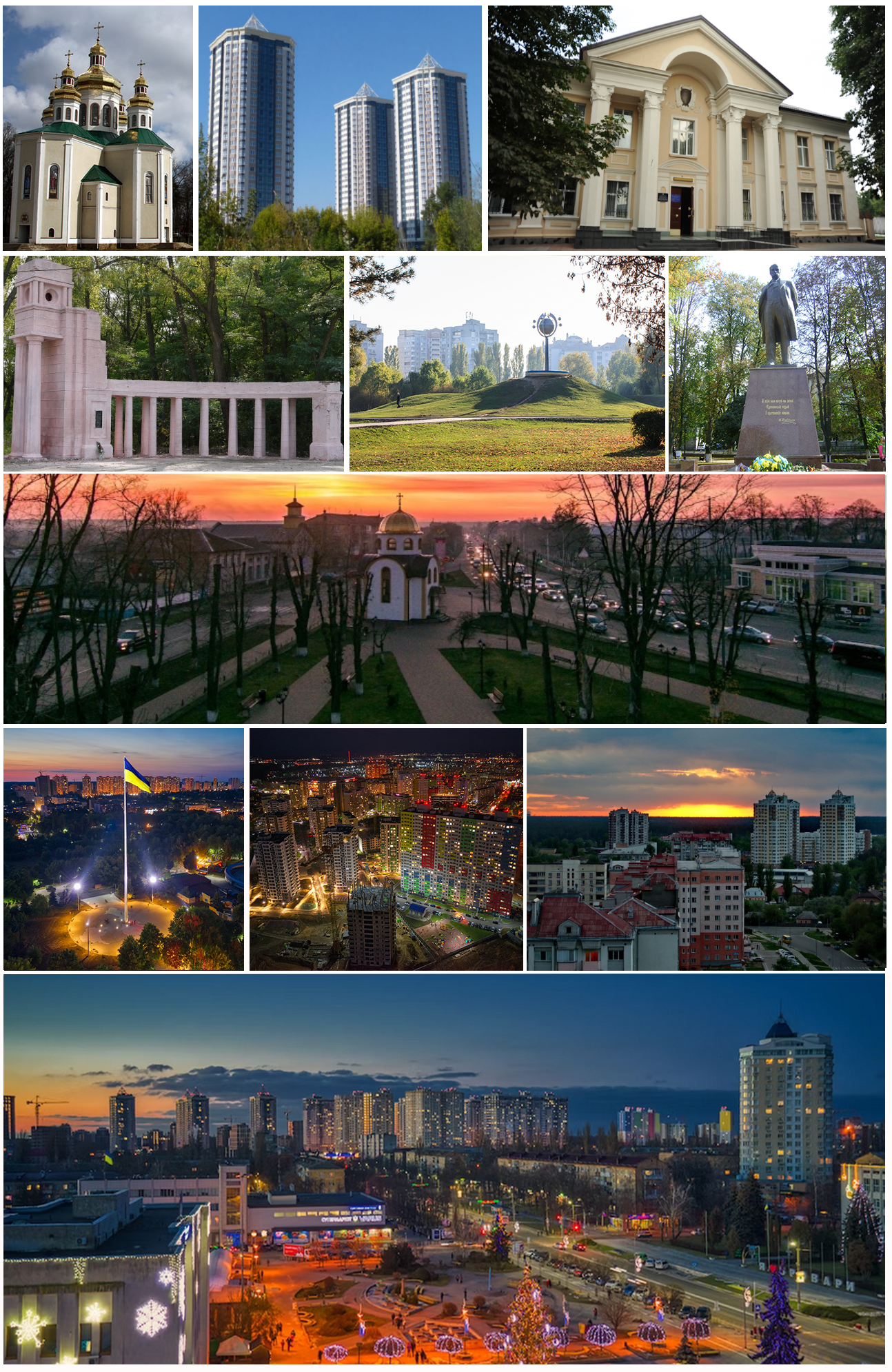
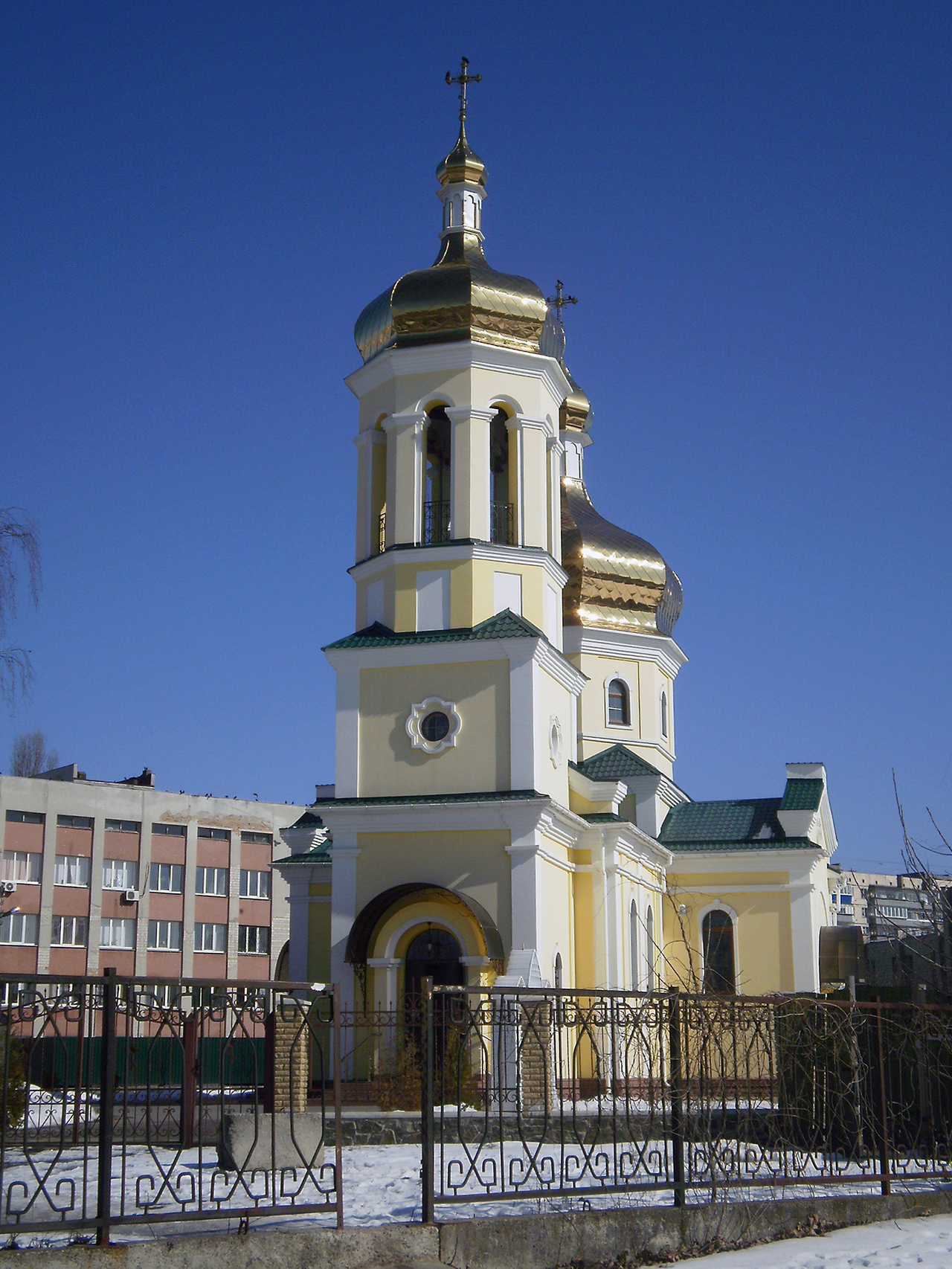
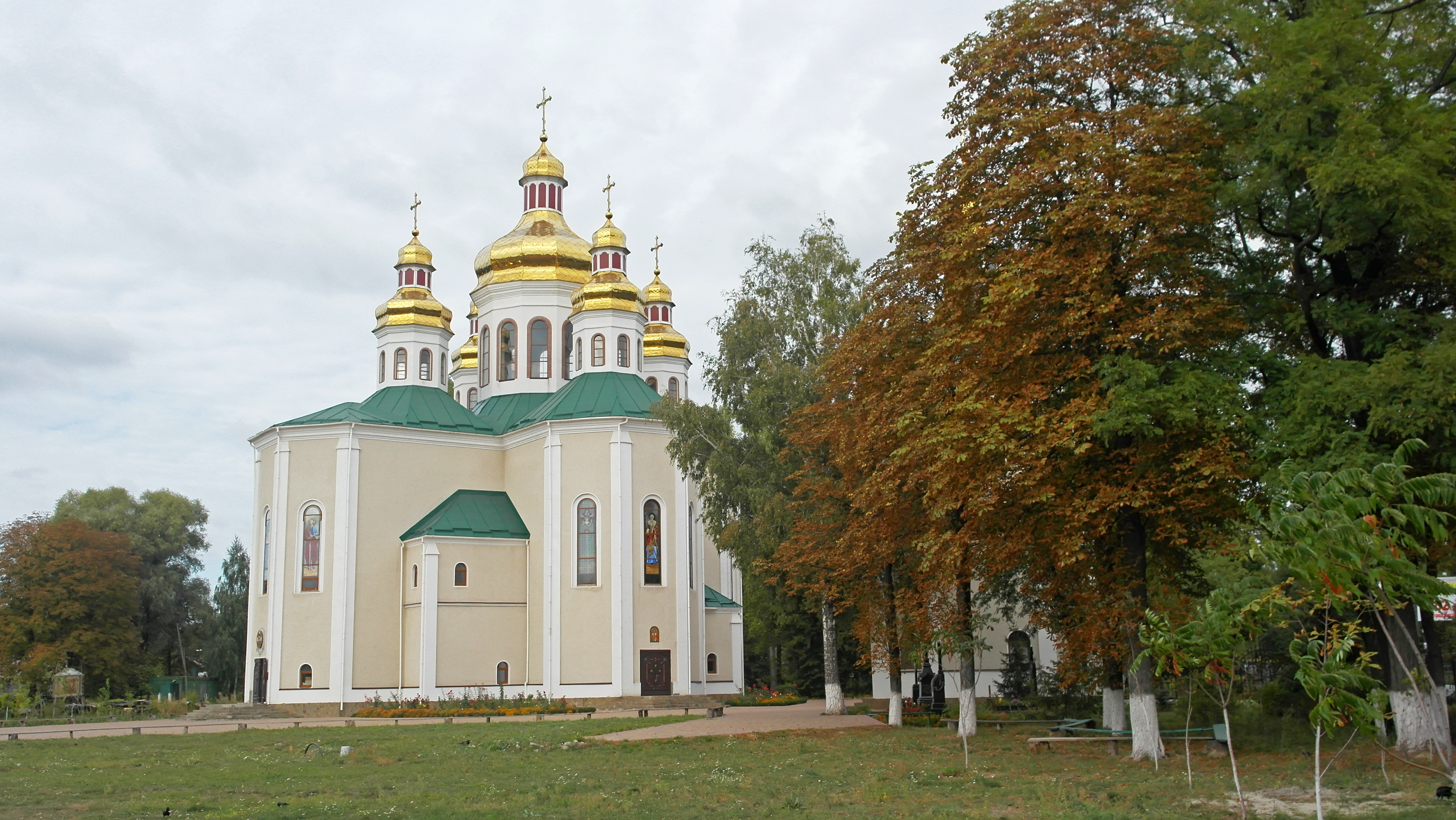
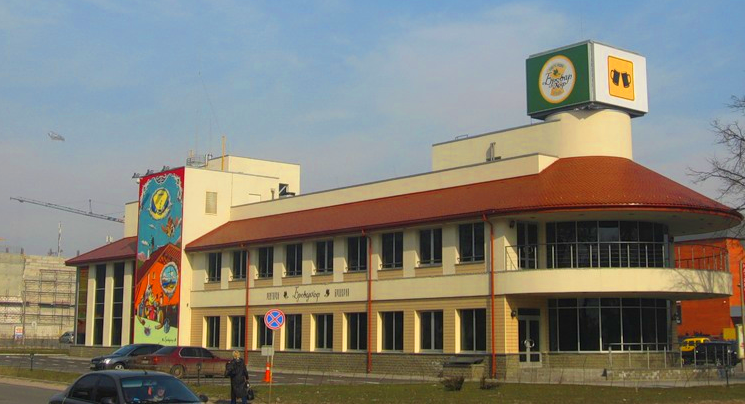
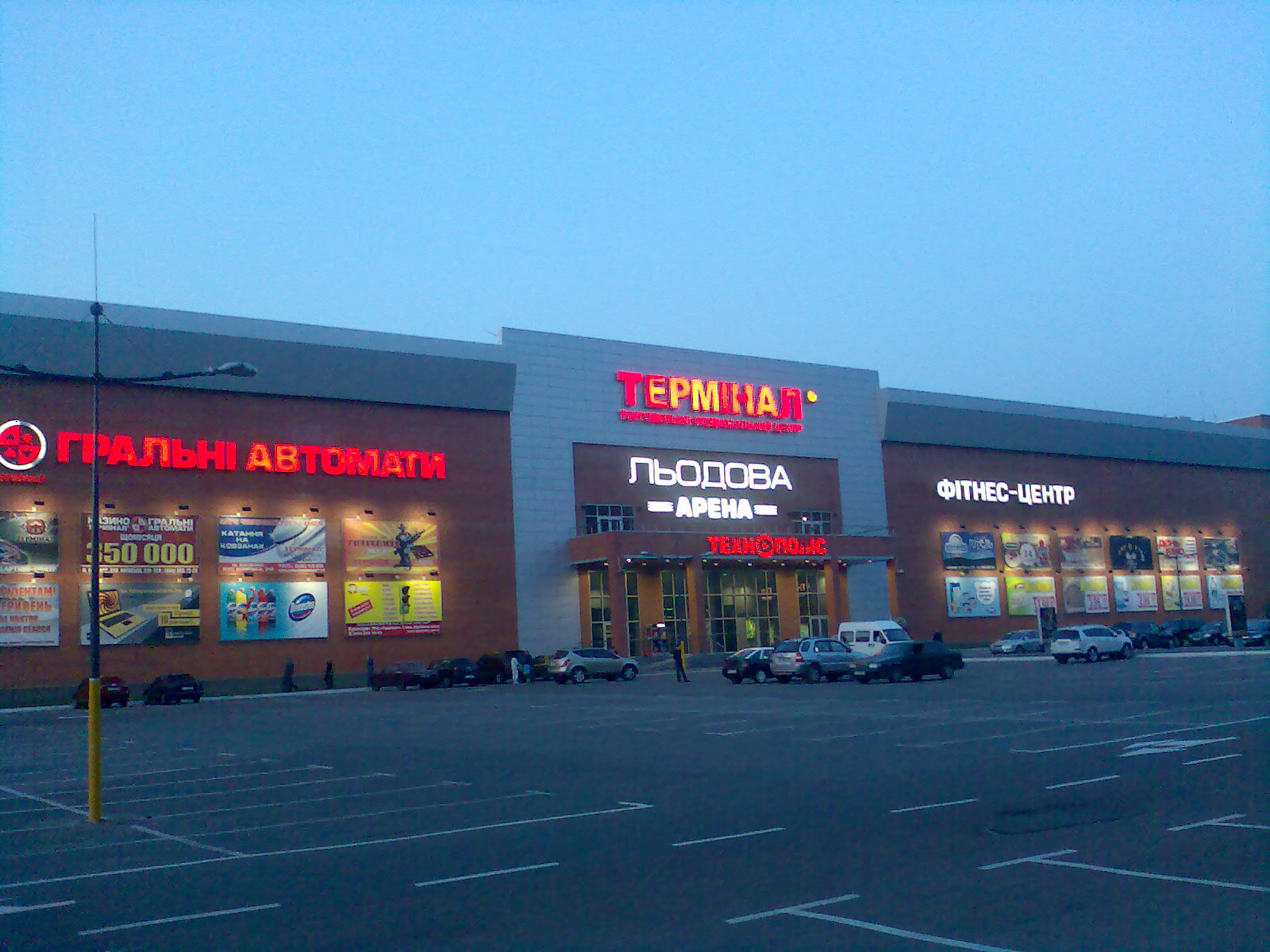
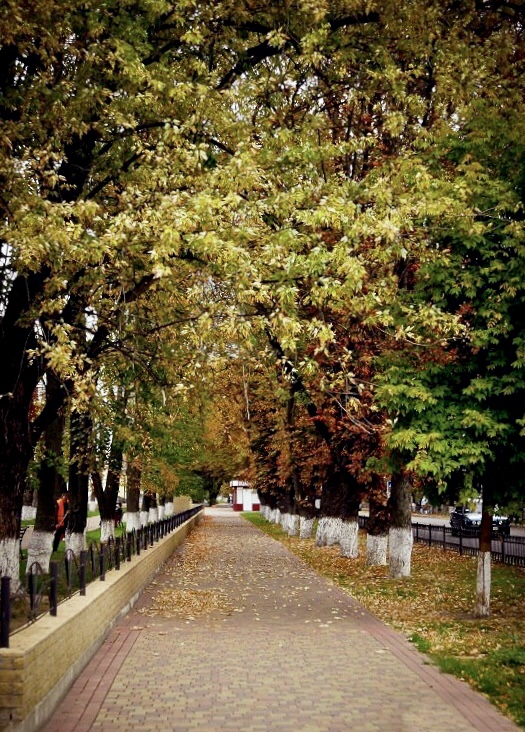
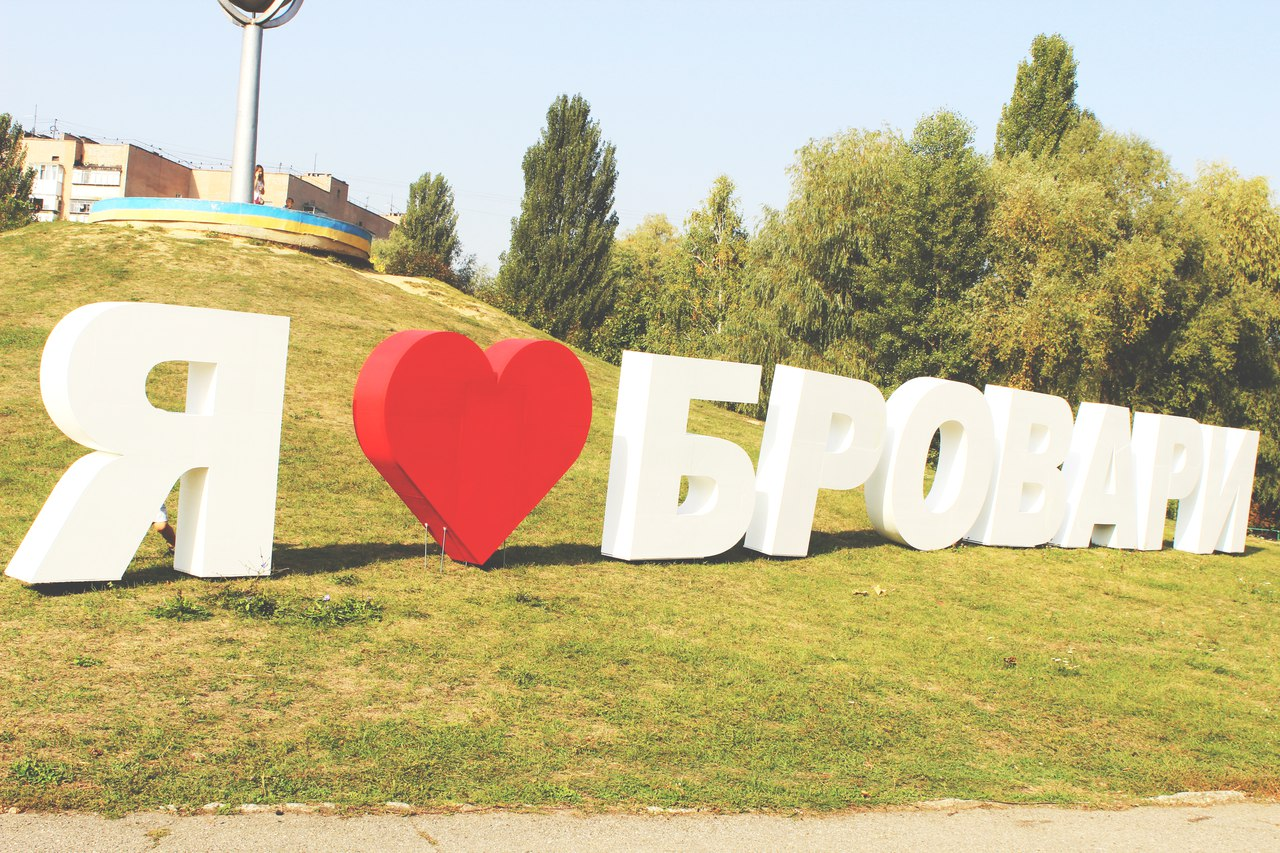
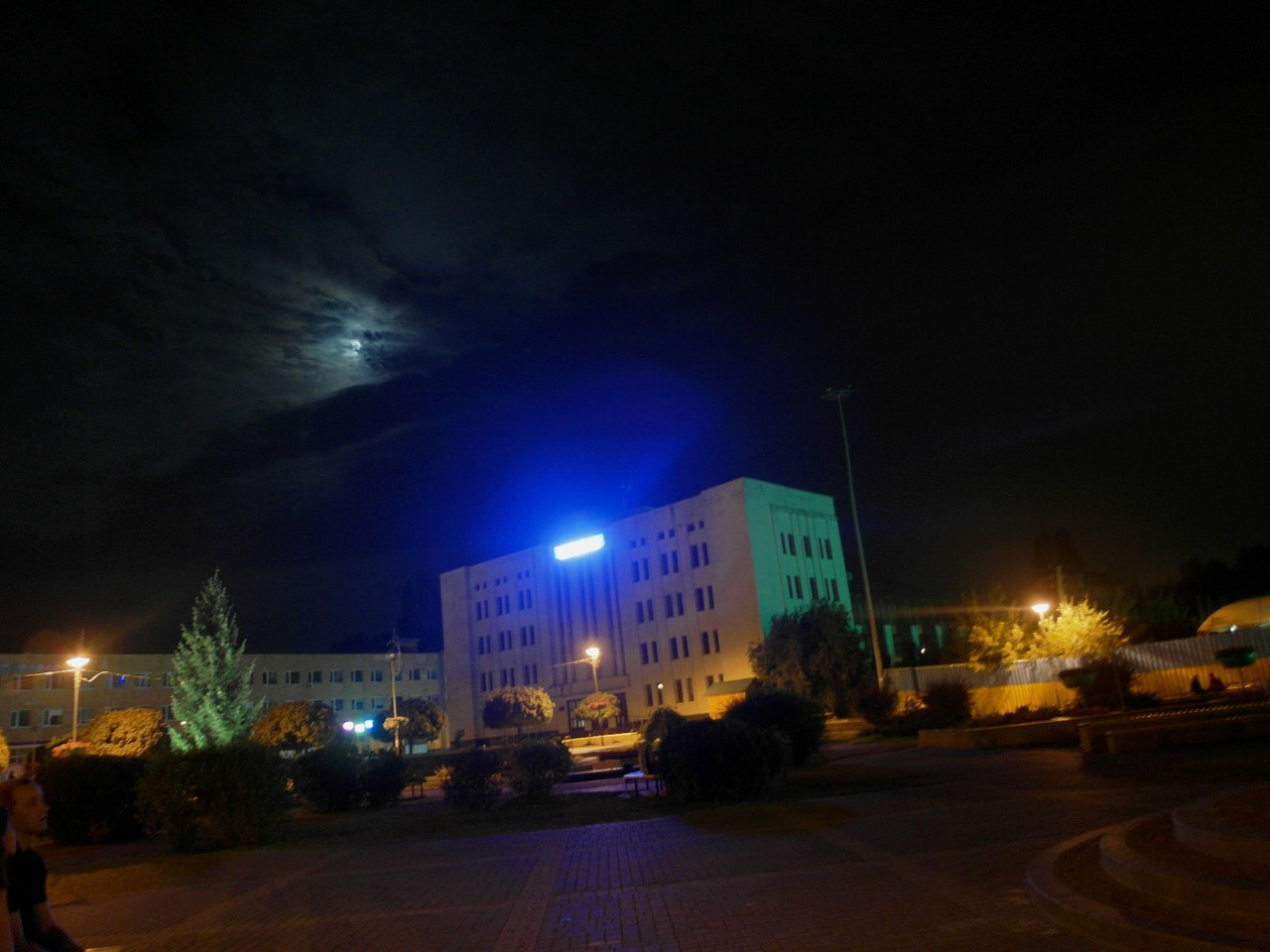
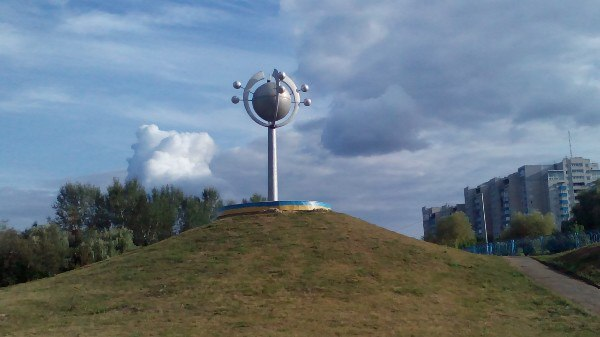
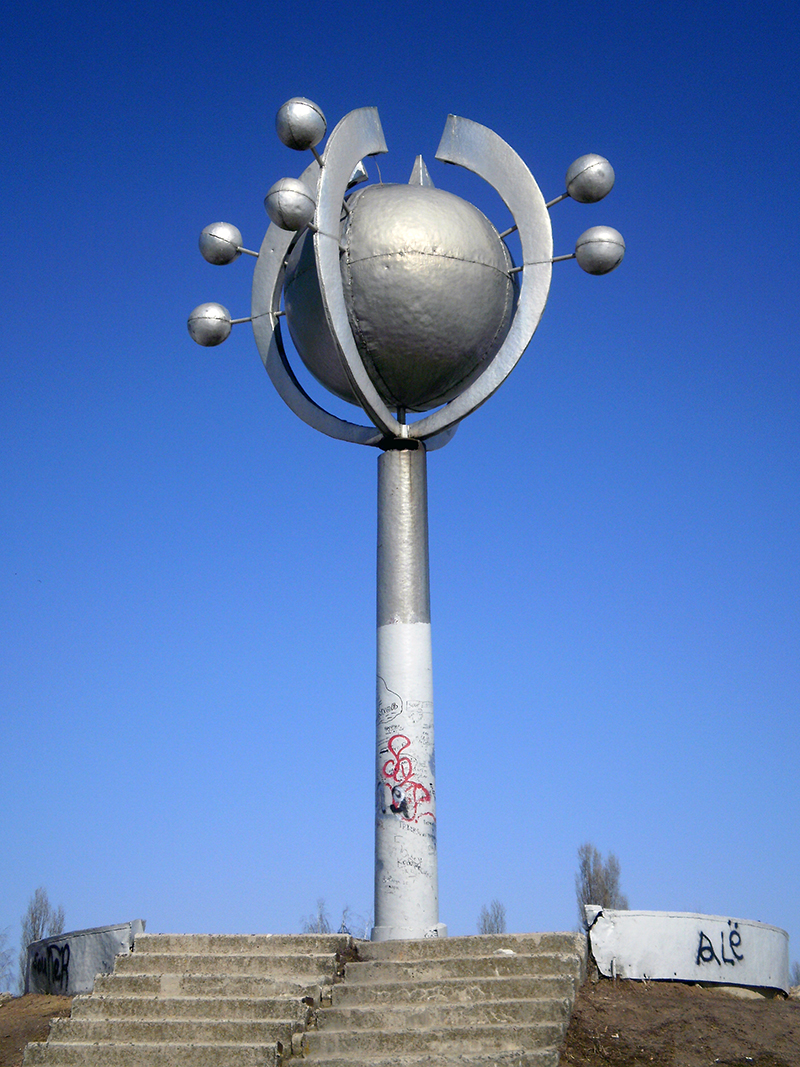
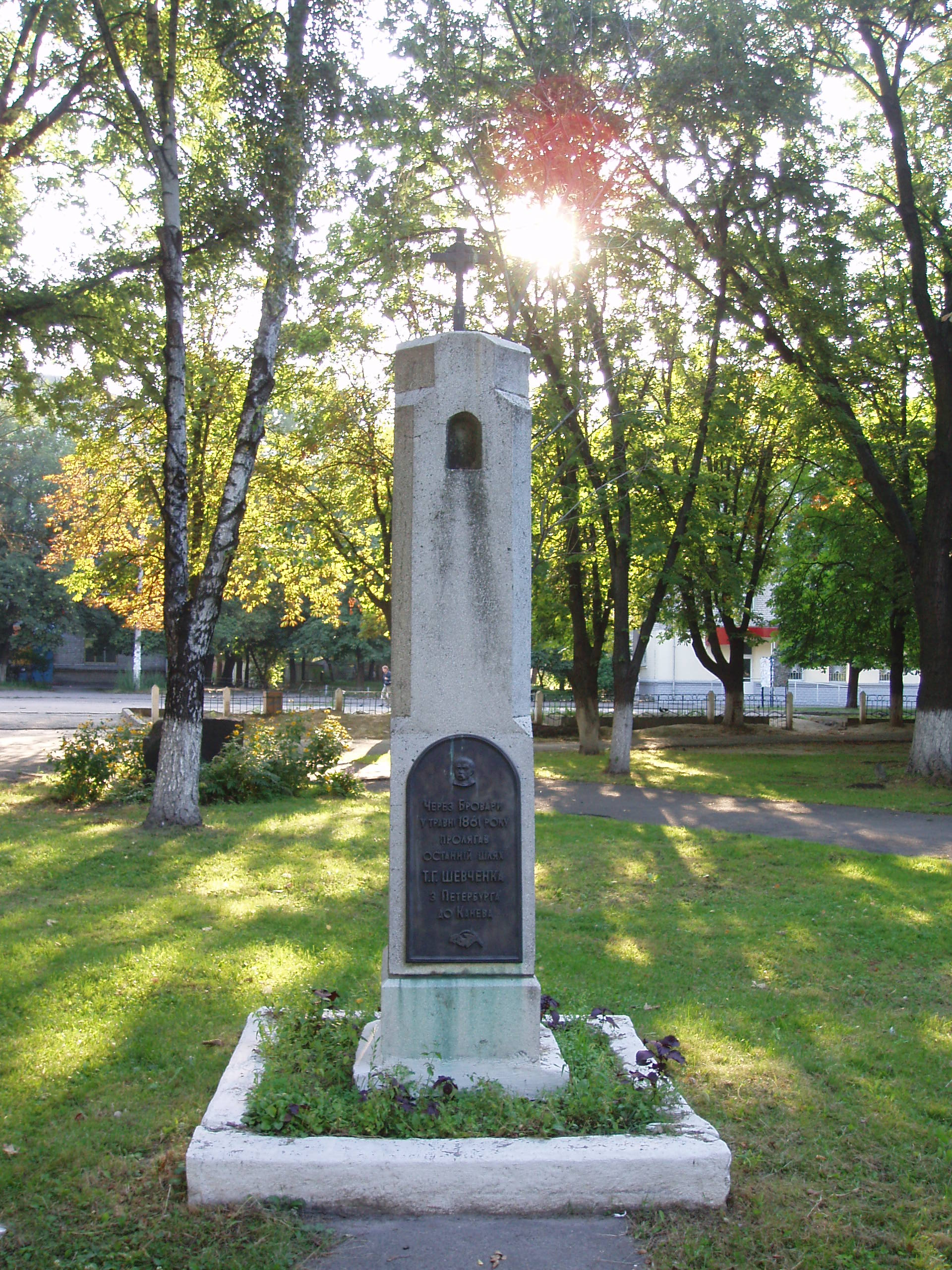